# Мацунага, Томохиро
Томохиро Мацунага (яп. 松永 共広 Мацунага Томохиро, р. 27 июня 1980 года) — японский борец вольного стиля, чемпион Азии, призёр Олимпийских игр.

## Биография
Родился в 1980 году в городе Яидзу префектуры Сидзуока. В 2005 году стал обладателем бронзовой медали чемпионата Азии. В 2008 году стал чемпионом Азии и серебряным призёром Олимпийских игр в Пекине.